# Gwanyang-dong
Gwanyang-dong (tiếng Hàn: 관양동; Hanja: 冠陽洞) là phường của quận Dongan trong thành phố Anyang, tỉnh Gyeonggi, Hàn Quốc. Nó chính thức được chia thành Gwanyang-1-dong và Gwanyang-2-dong.

## Liên kết
- Gwanyang-1-dong Lưu trữ ngày 18 tháng 2 năm 2014 tại Wayback Machine (tiếng Hàn)
- Gwanyang-2-dong Lưu trữ ngày 18 tháng 2 năm 2014 tại Wayback Machine (tiếng Hàn)